# Müsche
Die Müsche ist ein rund 12 Kilometer langer rechter Nebenfluss der Gürbe im Schweizer Kanton Bern.

## Geschichte
Zur Abgrenzung zur Kleiner Müsche wurde der Bach früher Grosse Müsche genannt. Die Kleine Müsche, die im Gürbetal entsprang und gegenüber von Kirchenthurnen mündete, ist in Folge einer Gewässerkorrektion im 19. Jahrhundert verschwunden und ist heute Teil des Hagikanals.
Der heutige Name des Bachs ist seit 1344 belegt (in der Muschen). Der Name Müsche leitet sich von Moosgebiet ab und bezieht sich auf die ehemals sumpfige Gegend.

## Geographie

### Verlauf
Die Müsche entspringt auf 660 m ü. M. dem Geistsee in der Gemeinde Forst-Längenbühl. Nach dem Ausfluss bildet sie kurz die Gemeindegrenze zu Gurzelen und fliesst dann eingedolt der Grenze entlang nach Nordosten durch die Schlatt.
Sie tritt direkt auf der Gemeindegrenze wieder zutage und vollzieht beim Hof Geistacker einen Bogen. Der Bach fliesst entlang des Längebüelwalds, ehe er die Grenze zu Gurzelen überquert. Sie wendet sich nach Nordwesten und durchquert kanalisiert das von Feldern geprägte Moos, bevor sie zwischen den bewaldeten Drumlins Müschholz und Rütihubel hindurch fliesst. Nach der Einmündung des Müscheholzgrabe von links passiert der Bach Obergurzelen im Westen und erreicht dann von dichtem Gehölz gesäumt das Dorf Gurzelen. Hier mündet von links der Tuftgrabe.
Kurz darauf überquert sie bei der Ruine Festi die Gemeindegrenze zu Seftigen, wobei sie ins Gürbetal eintritt und nun begradigt sowie kanalisiert in der östlichen Talebene parallel zur Gürbe verläuft. Zwischen dem Dorf Seftigen und Burgistein, bei der Unterquerung der Eisenbahnstrecke, nimmt sie von rechts den Louelikanal auf. Sie folgt dem östlichen Talhang, dem Belpberg, durch landwirtschaftliche Nutzfläche, grösstenteils in der Gemeinde Kirchdorf. Bei Mühledorf nimmt sie von rechts den Abfluss des Gerzensees auf und bei Gelterfingen ebenfalls von rechts den Pintegrabe. Kurz darauf überquert sie die Gemeindegrenze zu Toffen. Hier mündet die Müsche schliesslich auf 528 m ü. M. südöstlich des Dorfes Toffen von rechts in die Gürbe. Die Höhendifferenz zwischen Quelle und Mündung beträgt 132 Meter.

### Einzugsgebiet
Das 21,98 km² grosse Einzugsgebiet der Müsche umfasst das östliche Gürbetal. Es erreicht im Chatzacher auf dem Belpberg eine Höhe von 854 m ü. M., die durchschnittliche Höhe beträgt rund 610 m ü. M. Im Osten grenzen die im Aaretal liegenden Einzugsgebiete des Amletebachs und seines Zuflusses Limpach sowie die Einzugsgebiete weiterer, kleinerer Aarezuflüsse an.
Es besteht laut CORINE Land Cover zu 79,2 % aus Landwirtschaftsfläche, zu 13,2 % aus Wäldern und naturnaher Fläche, zu 6,4 % aus bebauter Fläche und zu 1,2 % aus Wasserfläche.
Die Flächenverteilung

### Zuflüsse
Die direkten und indirekten Zuflüsse bachabwärts
- Bach vom Waldweier (rechts), 0,7 km
- Bach im Moos (rechts), 1 km
- Müscheholzgrabe (links), 0,5 km
- Tuftgrabe (auch Lochmattbächli) (links), 1,4 km
  - Bach bei Grub (rechts), 0,3 km
- Bach vom Gurzelemoos (links), 0,3 km
- Louelikanal (rechts), 0,3 km
- Eggacherbächli (rechts), 0,5 km
- Bach in der Allmend (links), 0,6 km
- Waldgrabe (rechts), 1,1 km
  - Bach im Schleif (links), 0,5 km
    - Bach von der Chueweid (rechts), 0,2 km
- Underhuebkanal (rechts), 1,8 km
  - Moosgrabe (rechts), 0,7 km
- Hagikanal (links), 1,3 km
  - Bach bei Kräuchern (rechts), 0,1 km
- Eierhaltebach (rechts), 0,8 km
- Abfluss Gerzensee (rechts), 1,6 km
  - Schlossguetbach (auch Turmgrabe) (rechts), 1,1 km
    - Mühleleitung (vom Cheergrabe) (links), 2,9 km

  - Säutreichi (auch Turmgrabe) (links), 1,3 km
  - Fimelebach (rechts), 0,7 km
- Bach vom Müliacher (rechts), 0,8 km
- Bach von Hauenen (rechts), 0,5 km
- Pintegrabe (rechts), 1,5 km
  - Bach vom Angeli (links), 0,5 km
    - Bach aus der Grünigersmatte (rechts), 0,1 km
- Danielsbach (rechts), 0,7 km
  - linker Quellbach (links), 0,1 km
  - rechter Quellbach (rechts), 0,1 km

## Hydrologie
An der Mündung der Müsche in die Gürbe beträgt ihre modellierte mittlere Abflussmenge (MQ) 390 l/s. Ihr Abflussregimetyp ist pluvial inférieur und ihre Abflussvariabilität beträgt 25.
Der modellierte monatliche mittlere Abfluss (MQ) der Müsche in l/s